# Operación ferroviaria Beiping-Hankou
La Operación ferroviaria Beiping-Hankou o 京漢線作戦 (mediados de agosto a diciembre de 1937) fue una continuación de la batalla de Beiping-Tianjin del ejército japonés en el norte de China al comienzo de la segunda guerra chino-japonesa, simultáneamente con la Operación Ferroviaria Tianjin-Pukou. La Operación Ferroviaria Beiping-Hankou no fue autorizada por el Cuartel General Imperial. Los japoneses avanzaron hacia el sur a lo largo del ferrocarril Beiping-Hankou hasta el río Amarillo, capturando Linfen por el camino. Después de que el Cuartel General Imperial luchara por el control de las tropas con los comandantes locales, la mayoría de las unidades japonesas participantes fueron transferidas para participar en la batalla de Taiyuan. Estas unidades fueron reemplazadas por las nuevas divisiones 108.ª y 109.ª.

## Consecuencias
Después del estancamiento en el río Amarillo desde diciembre de 1937 hasta marzo de 1938, se reanudaron los combates que resultaron en la batalla de Xuzhou.